# Estratotipo

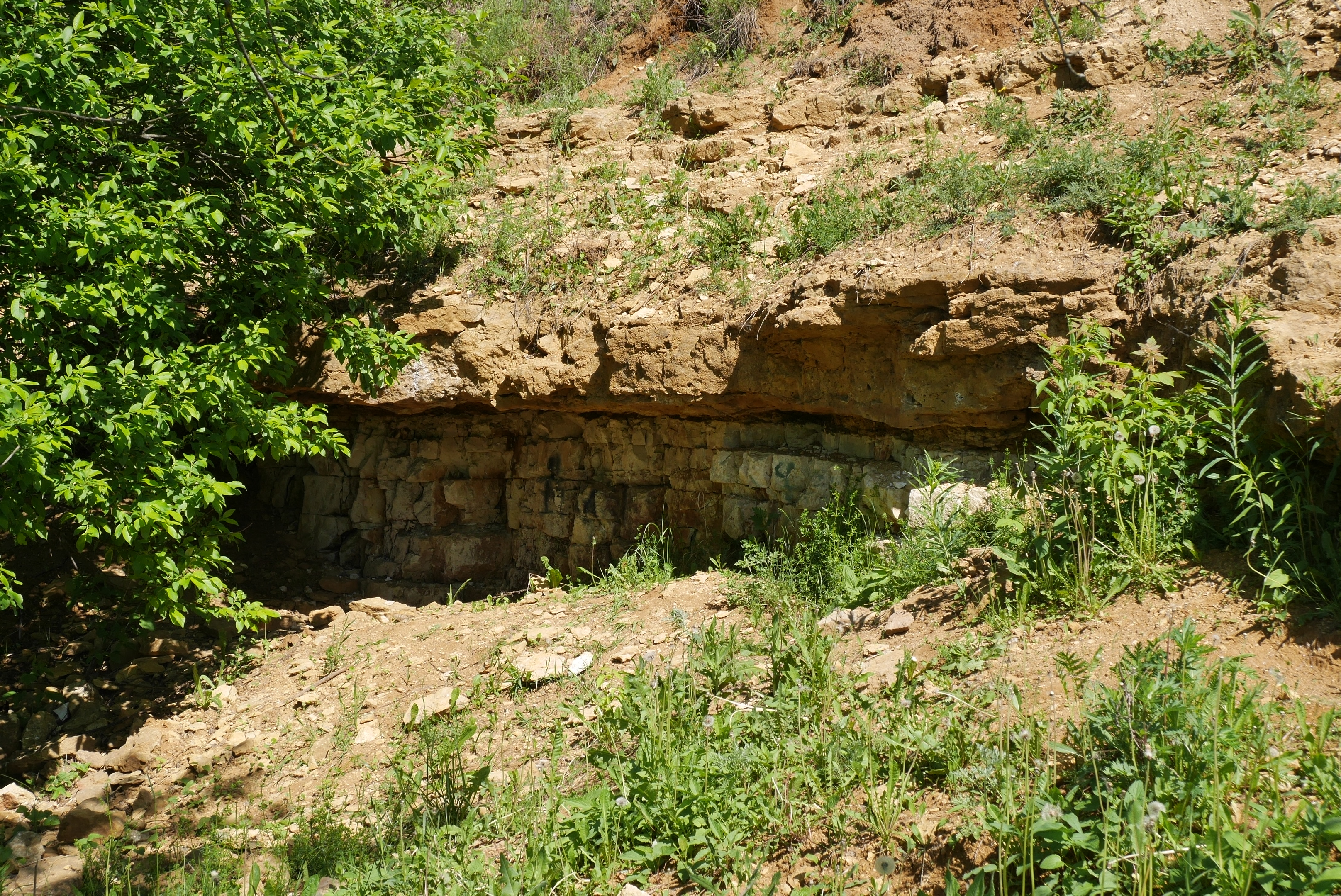
Estratotipo de la etapa Gzhel del sistema Carbonífero en Rusia.

Un estratotipo, sección tipo o perfil tipo es un término geológico que da nombre a la ubicación de una exposición de referencia particular de una secuencia estratigráfica o límite estratigráfico. Un estratotipo de unidad es la localidad de referencia acordada para una unidad estratigráfica particular y un estratotipo de límite es la referencia para un límite concreto entre unidades estratigráficas (formaciones geológicas o unidades cronoestratigráficas).